# ان‌اواچ۸

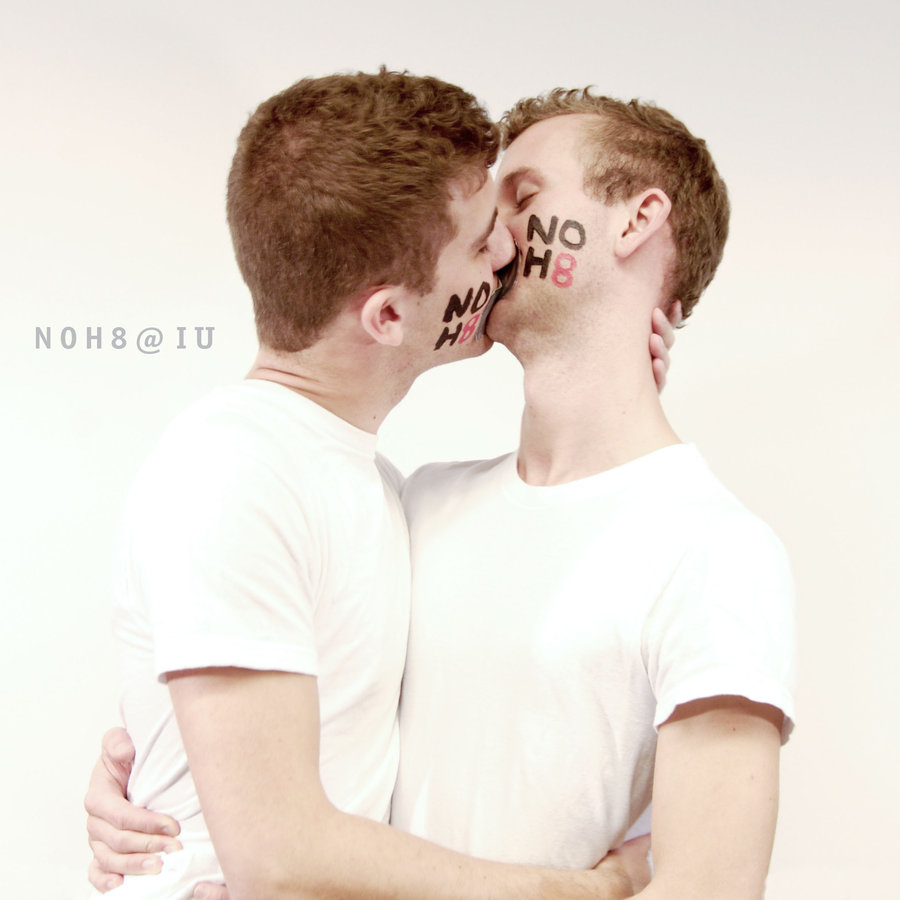
یک تصویر از تصاویر کمپین که توسط دو دانشجوی دانشگاه ایندیانا به وجود آمده‌است.

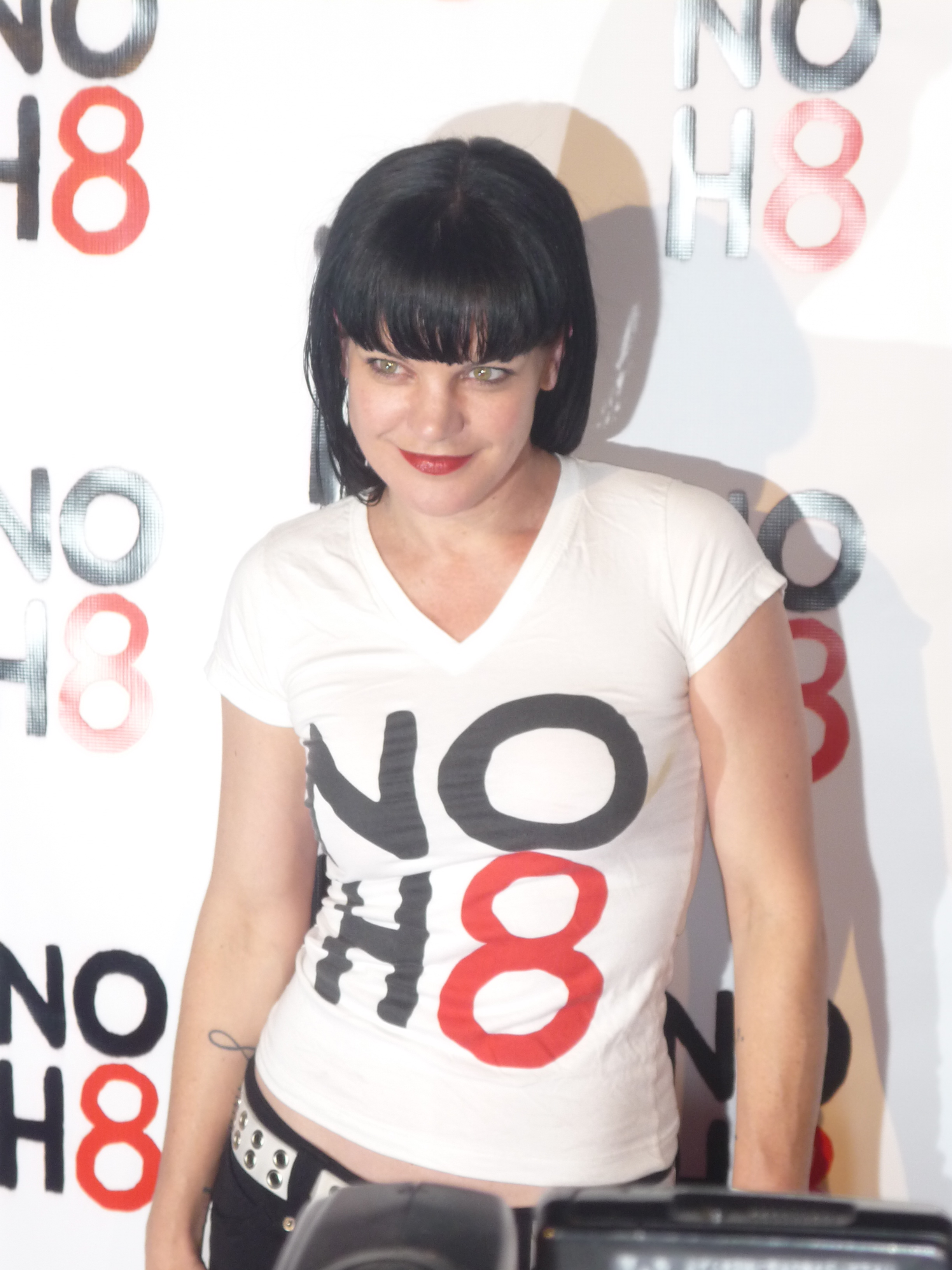
حضور پائولی پرتی در صحنه جایزهٔ برگزیدهٔ مردم با لباسی منقوش به NOH8

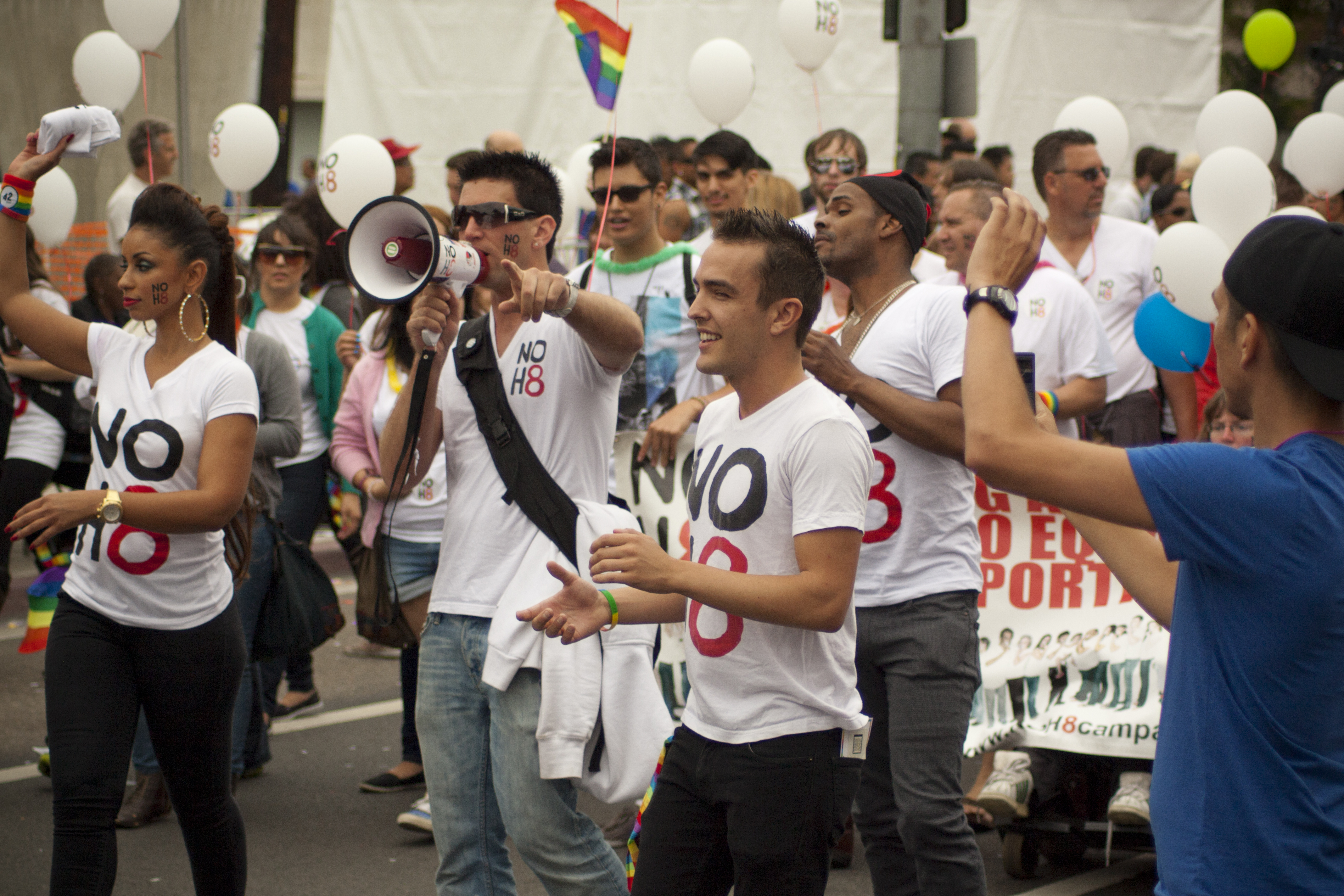
کمپین NOH8 در مراسم رژهٔ غرور LGBTها در لس‌آنجلس در سال ۲۰۱۱

کمپین ان‌اواچ۸ (به انگلیسی: NOH8 Campaign) پروژه اعتراضی مبتنی بر سکوت و تصاویر بر پیشنهادی کالیفرنیا ۸ است. تصاویر به‌طور داوطلبانه ساخته می‌شود و در آن افراد با تی‌شرت سفید و دهانی بسته در حالی که عبارت NOH8 بر آن نقش بسته‌است ظاهر می‌شوند. NO به معنی «نه» و H مخفف Hate به معنی تنفر است. تصاویر این کمپین در وبگاه‌های فیس‌بوک، فلیکر، توییتر، مای‌اسپیس وجود دارد.
تا انتهای سال ۲۰۱۰، ۱۳٬۰۰۰ نفر در کمپین مشارکت داشتند. از افراد مشهوری که در کمپین تصاویر ساخته‌اند می‌توان به رز مک‌گون، جین لینچ، کیم کارداشیان، کلویی کارداشیان و کورتنی کارداشیان، پاریس هیلتون، لیندزی لوهان اشاره کرد.
در سی‌ و هفتمین جایزه برگزیده مردم، پائولی پرتی با لباسی مشابه این کمپین و در حالی که NOH8 بر روی آن نقش بسته بود به صحنه آمد.